# Paul Lamb
Paul Lamb (* 1955 in Newcastle) ist ein britischer Mundharmonikaspieler, der mit seiner Band The King Snakes auftritt.

## Karriere

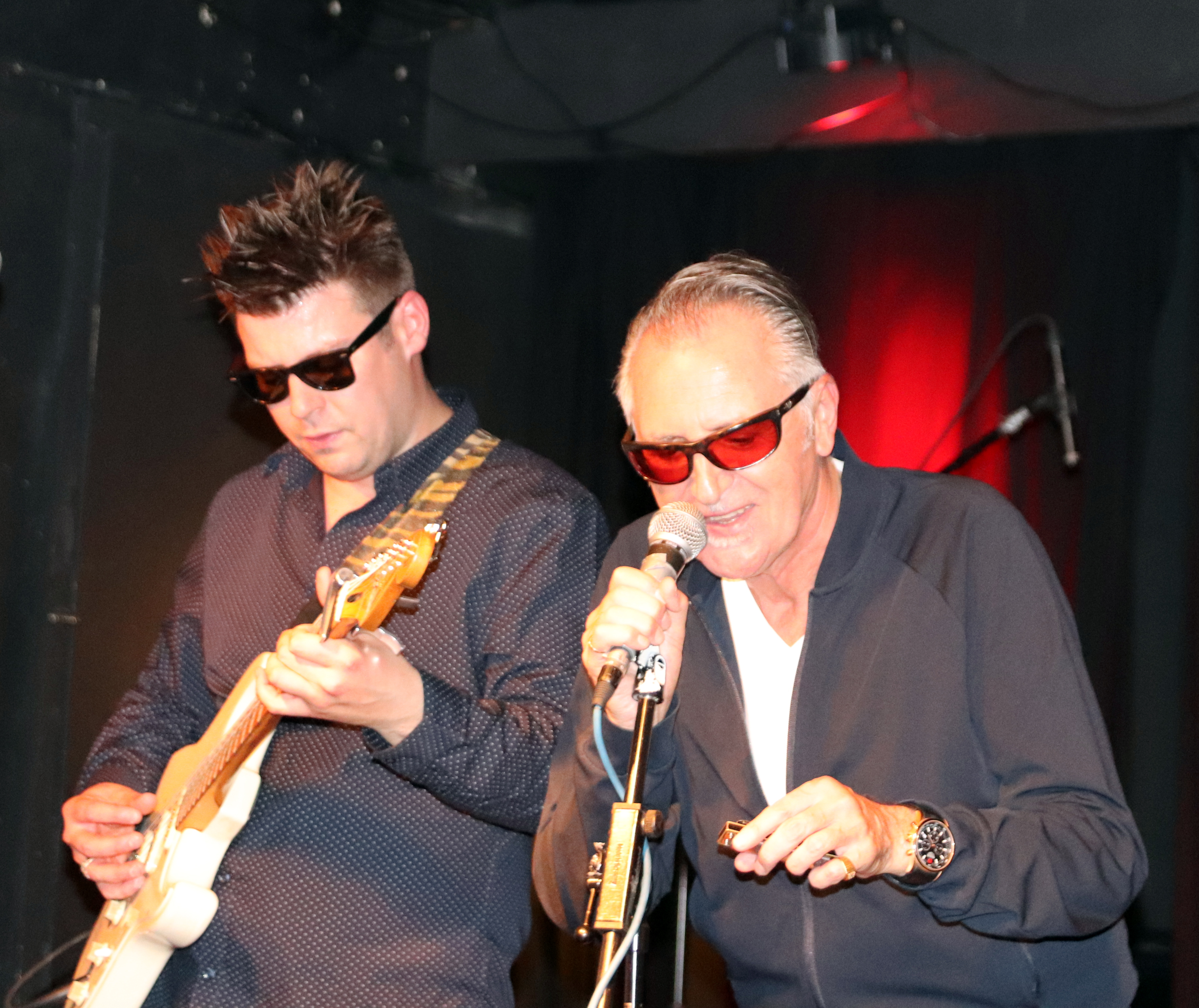
Ryan und Paul Lamb beim „Theresa May Brexit Blues“, Kofferfabrik Fürth im April 2019

Paul Lamb wurde schon in jungen Jahren ein Bluesbegeisterter. Sein großes Vorbild war Sonny Terry, obwohl es damals in England genügend Bluesharpisten gab. Dieser lehrte ihn auch das Harmonikaspiel. Mit 15 Jahren spielte er in Klubs in seiner Heimat. Im Laufe der Zeit spielte er dann mit Bluesgrößen wie Buddy Guy, Junior Wells und Brownie McGhee. 1979 gründete er seine eigene Band, Smokestack Lightning, aus der durch verschiedene  Umbesetzungen und Umbenennungen  Paul Lamb & The King Snakes wurde. In der Band spielt auch sein Sohn Ryan "Junior" Lamb (* 1986).

## Auszeichnungen
- British Blues Awards Hall Of Fame
- 1990 The BBC Annual Awards: Bester UK Harmonikaspieler – ebenfalls die folgenden sechs Jahre
- Paul Lamb & The King Snakes: Beste UK Band 1991, 1992, 1993, 1997 & 1998
- "Blues" Magazine (Leserwahl): Bester Harmonikaspieler 2007
- Paul Lamb & The King Snakes – UK Blues Album des Jahres 1991
- Fine Condition – UK Blues Album des Jahres 1996
- She´s a Killer – UK Blues Album des Jahres 1997
- Take your Time and Get it Right – UK Blues Album des Jahres 2001

## Kritiken
- Paul Lamb is simply one of the best harp players around, even when judged in international company. (Blues Matters!)
- This is Blues harp as good as it gets. (Mark Knopfler)
- Enjoy the best harp player on these Islands. (Blues and Rhythm Magazine)[2]

## Diskographie

### Alben

#### The Blues Burglars
- 1986 Breaking In Red Lightnin' 1999 wiederveröffentlicht unter dem Titel "Whoopin'"

#### Johnny Dickinson & Paul Lamb
2009: "Playin' with the Blues"

#### Paul Lamb & The King Snakes
- 1990  Paul Lamb & The King Snakes Blue Horizon Ace Records
- 1992  Shifting into Gears Indigo
- 1995  Fine Condition   Indigo
- 1996  She's a Killer   Indigo
- 1997  Shifting into Gear   Indigo
- 1998  John Henry Jumps In   Indigo
- 1999  The Blue Album   Indigo
- 1999  Blues Burglars Whoopin'   Indigo
- 2000  Take Your Time and Get It Right   Indigo
- 2001  Paul Lamb and the King Snakes   Blue Horizon
- 2003  Live at the 100 Club  Sanctuary
- 2003  Harmonica Man – The Paul Lamb Anthology 1986 - 2002  Sanctuary
- 2005  I'm on a Roll  United Producers Records
- 2007  Slice of Lamb   Tidemark
- 2007  Snakes and Ladders Live  SPV
- 2010  Mind Games    Maxwood Music Ltd.
- 2014  Hole in the Wall  Secret Records
- 2017  Live At The Royal Albert Hall  Big Shed Music
- 2020 w/ Roosevelt Houserockers Keep on walking Plan 9 Trash Records

### DVD
- 2003 Paul Lamb & The King Snakes live at the Buttermarket Jazz and Roots Club, Shewsbury
- 2007 "Paul Lamb - A Journey Through The Blues ... with a harmonica"[3][4]